# Pseudopanurgus pernitens
Pseudopanurgus pernitens är en biart som först beskrevs av Cockerell 1922.  Pseudopanurgus pernitens ingår i släktet Pseudopanurgus och familjen grävbin. Inga underarter finns listade i Catalogue of Life.